# Maurice Tréand
Maurice Tréand, francoski politik, * 1900, † 1949.
Tréand je končal Mednarodno leninsko šolo, nato pa je postal član Centralnega komiteja KPF.
Zaradi poganjanj z Nemci je bil leta 1940 vržen iz partije.